# ХРТ 1
ХРТ 1 (на хърватски: HRT 1, Hrvatska radio televizija 1) е телевизионен канал в Хърватия, първа програма на общественото Хърватско радио и телевизия. Излъчва програми на обща тематика.

## История
Първи обществен телевизионен канал е наследник на Радио и телевизия Загреб – РТЗ, част от Югославското радио и телевизия (1956 – 1990).